# Henri de Turenne (homme politique)
Pour les articles homonymes, voir Henri de Turenne et Turenne.
Henri de Turenne (Paris, 3 septembre 1844 - Paris, 10 novembre 1913) est un homme politique français.
Titré comte, il est le gendre d'Édouard de Fitz-James, 8e duc de Fitz-James, et le beau-père d'Arthur Meyer, directeur du journal Le Gaulois. Grand propriétaire terrien et éleveur de chevaux dans l'Orne, il est président de la société normande d'encouragement pour l'amélioration de la race chevaline et vice-président du comice agricole d'Alençon. Il est conseiller général élu du canton de Courtomer de 1876 à 1889 et député de l'Orne de 1885 à 1889, siégeant à droite, il ne se représente pas en 1889 et quitte la vie politique.

## Sources
- « Henri de Turenne (homme politique) », dans le Dictionnaire des parlementaires français (1889-1940), sous la direction de Jean Jolly, PUF, 1960 [détail de l’édition]
- « Henri de Turenne (homme politique) », dans Adolphe Robert et Gaston Cougny, Dictionnaire des parlementaires français, Edgar Bourloton, 1889-1891 [détail de l’édition]